# Cléon
Cléon är en kommun i departementet Seine-Maritime i regionen Normandie i norra Frankrike. Kommunen ligger i kantonen Caudebec-lès-Elbeuf som tillhör arrondissementet Rouen. År 2022 hade Cléon 4 863 invånare.

## Befolkningsutveckling
Antalet invånare i kommunen Cléon
| Referens: INSEE |